# Johann Jakob Jung (Maler)
Johann Jakob Jung (* 12. September 1819 in Frankfurt am Main; † 29. Juni 1844 ebenda) war ein deutscher Maler religiöser Motive. Er zählte zu den Anhängern der Nazarener und wird als einer der Frankfurter Nazarener bezeichnet.

## Leben
Jung begann im frühen Alter mit einer Ausbildung zum Lithografen bei Friedrich Carl Vogel (1806–1865) in dessen Lithographischer Anstalt in Frankfurt am Main. 1834 nahm er ein Studium der Malerei am Städelschen Kunst-Institut auf und wurde Schüler von Philipp Veit, der 1830 als Vorsteher der Malschule und Direktor der Galerie nach Frankfurt berufen wurde. Zu dieser Zeit entwickelte sich Frankfurt zu einem deutschen Hauptstandort der Nazarener, einer Stilrichtung, die sich überwiegend mit religiösen und speziell katholischen Inhalten auseinandersetzte, was sich in den Inhalten seiner Werke widerspiegelt. Die wichtigsten darunter sind die Gemälde Ludwigs des Frommen sowie Ludwigs des Kindes und Arnolf von Kärnten, welche sich im Kaisersaal des Römers in Frankfurt am Main befinden. Des Weiteren wird ein Gemälde der Heiligen Cäcilie (1842) genannt.
Jung galt als einer der talentiertesten Maler der Region und nahm um 1842 einen Lehrauftrag am Städelschen Kunstinstitut an. Zu seinen Schülern zählte unter anderem Anton Burger.
Im Juni 2003 kam es im renommierten Auktionshaus Christie’s in London zur Versteigerung von Jungs Zeichnungen Camellias die einen Preis von $245,584 erzielten.

## Werke (Auswahl)
Ölgemälde
- Heilige Cäcilie. 1842[2]
- Selbstbildnis. 1839
- Ludwig I., genannt der Fromme.

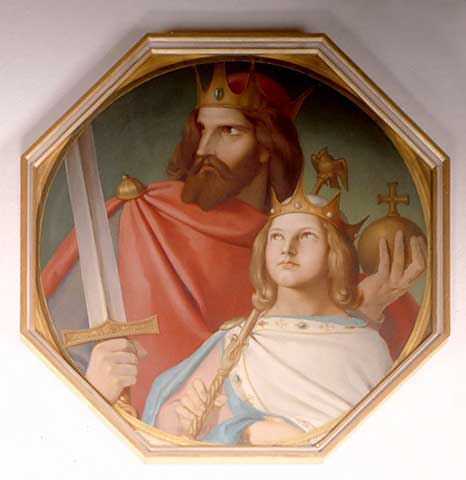
Ludwig das Kind und Arnulf von Kärnten, Frankfurt a. Main, Römer, Kaisersaal um 1840

- Ludwig das Kind und Arnulf von Kärnten (nach Entwürfen seines Lehrers Veit).
- Gang nach Emmaus.

Zeichnungen
- Ein Ritter erblickt ein Mädchen (Städelsches Institut)
- Christus von einer Glorie umgeben. (Frankfurter Kunstgesellschaft)

Kupferstiche
- Umrisse zu Friedrich Rückerts Nala und Damajanti.  1839